# Il·lustracions de Lluïsa Vidal a la revista Feminal
Les Il·lustracions de Lluïsa Vidal en la revista Feminal es van realitzar entre els anys 1908 i 1915. Es tracta d'una col·laboració molt important dins el desenvolupament professional de l'artista, tant per la seva producció com pel fet que des de Feminal es van publicar nombrosos articles sobre els progressos artístics i les exposicions de la pintora.

## L'artista

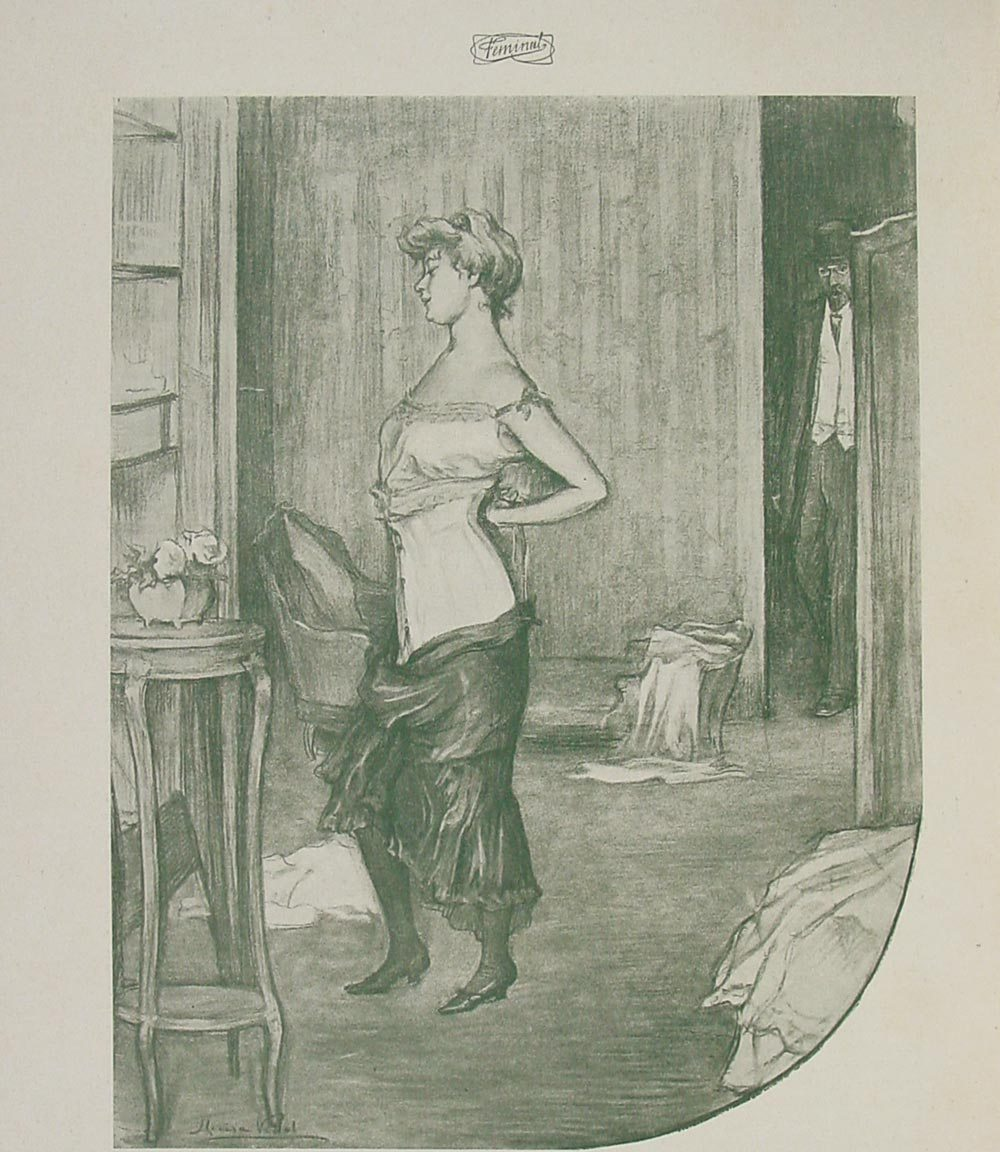
Secretet rosa. Feminal, 30 d'octubre de 1910

Lluïsa Vidal i Puig (Barcelona, 2 d'abril de 1876 - Barcelona, 22 d'octubre de 1918) fou una destacada pintora de la segona etapa modernista. Filla de l'ebenista i decorador Francesc Vidal i Jevellí, començà la seva formació com a dibuixant i pintora a Barcelona, amb Arcadi Mas i Fontdevila. A París, el 1901, estudià amb Henry Léopold Lévy, després amb Amélie Beaury-Saurel i, més tard, es matriculà a l'Acadèmia Humbert per poder entrar en contacte amb el pintor Eugène Carrière. Posteriorment viatjà a Londres. La seva activitat com a artista s'inicià el 1898, a Sitges, exposant als Quatre Gats, on era l'única dona. El 1914, una exposició seva a la Sala Parés obtingué un rotund èxit, a pesar del tractament sexista de què era objecte. Fou al mateix temps una activa pacifista durant la Primera Guerra mundial i vocal del Comitè Femení Pacifista de Catalunya creat el 1915. Molts dels quadres que va pintar són retrats de dona a la sanguina i a l'oli, tècnica que dominava excel·lentment. Morí soltera, d'una grip, sense haver pogut fer constar la seva professió en el document d'identitat, a causa dels prejudicis socials de l'Espanya de l'època que li tocà viure.

## La revistaFeminali les primeres expressions feministes

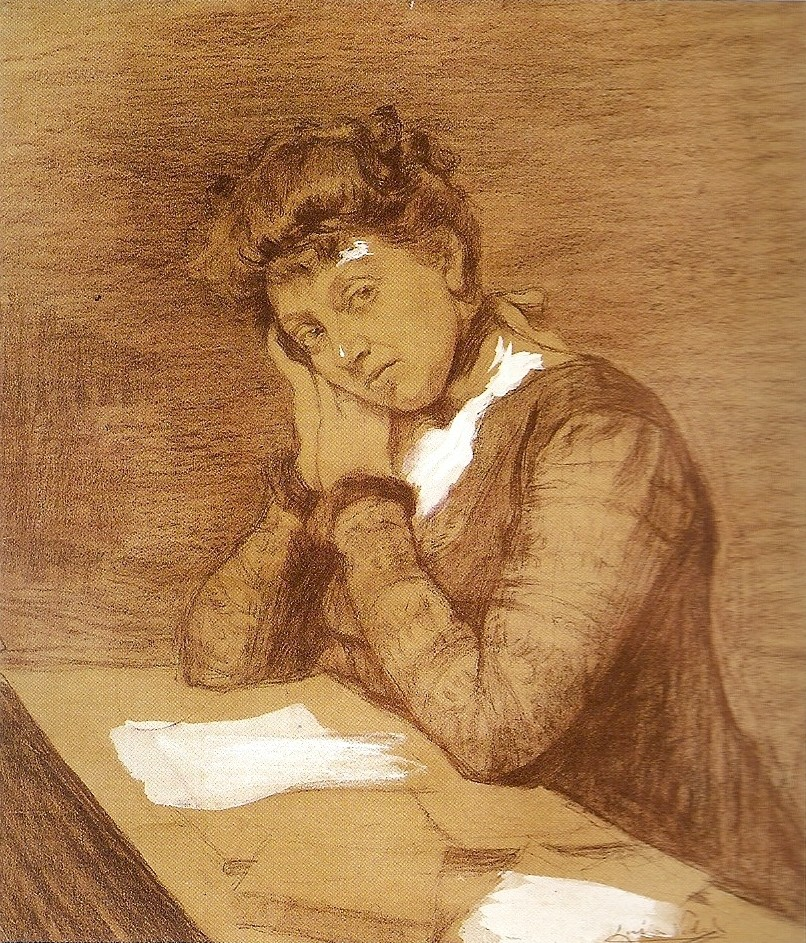
Carme Karr. Sanguina i guaix sobre paper

A començaments del segle xx, amb les primeres expressions d'un feminisme que qüestionava el sotmetiment femení i l'exclusió de les dones del món de la cultura en una societat amb marcats codis de conducta de gènere, va aparèixer la revista Feminal, una revista femenina en què s'oferia un espai d'expressió i plasmació de l'univers de les dones catalanes. La va fundar i dirigir la feminista, escriptora i periodista catalana Carme Karr. Va ser el suplement de La il·lustració Catalana, que podíem comparar amb el diari feminista La Fronde a París. Feminal no tenia les pretensions d'un diari feminista radical com La Fronde; l'objectiu de Feminal era informar en català de tot el que podia ser útil i interessant; el seu contingut era molt variat. Tenia corresponsals a Londres, París i Madrid.
Lluïsa il·lustrarà el relat mensual de la revista Feminal durant els anys 1907 al 1915; amb això, aconseguirà un ingrés regular, encara que insignificant. També va participar en l'incipient moviment feminista català i va col·laborar en esdeveniments culturals i socials.
Les dirigents i la majoria de les feministes i sufragistes procedien de famílies benestants. El ressò era limitat entre les dones treballadores. L'ambient era hostil a l'educació i l'expressió cultural femenines. L'efervescència creativa de les dones catalanes es va manifestar en àmbits diversos que tenim representats per Margarida Xirgú, Carme Karr, Victor Català, Lluïsa Vidal, Pepita Teixidor i Lola Anglada, entre d'altres. Encara no s'havia produït la consolidació de la figura de la dona professional, però aquestes dones ja tenien una reconeguda presència pública i una repercussió cultural i social.
Feminal va impulsar la modernització de la vida de la dona catalana; va reivindicar el dret a la seva educació moderna i de qualitat. El progrés de la societat exigia l'educació femenina com a instrument clau de la seva emancipació i del seu desenvolupament social. També va contribuir a convertir el dret al treball remunerat en bandera de lluita per a la consolidació de la individualitat femenina. I així el feminisme català es va convertir en un agent educador i dinamitzador de la cultura femenina com a instrument d'alliberació de les dones.
Hi escrivien majoritàriament dones. Va ser una revista àmpliament il·lustrada; integrava fotografies i dibuixos, molts d'aquests de Lluïsa Vidal. Des de 1907 fins a 1915, Lluïsa va col·laborar en la revista Feminal, que es va publicar mensualment fins a 1917. Il·lustrava les narracions breus. Va fer més de cinquanta dibuixos amb llapis o amb carbó. També va il·lustrar llibres i es van publicar reproduccions de la seva obra en revistes i diaris. Els diners que guanyava amb això eren insignificants, però era un ingrés regular. Però no sols li va servir per a guanyar diners, també la va ajudar a eixamplar contactes.

## La col·laboració de Lluïsa en la revistaFeminal
Lluïsa va retratar moltes de les col·laboradores de la revista i de les dones més significatives del moment. Per primera vegada, es va oferir amb Feminal una petita galeria de retrats dels personatges femenins de l'època.
Va signar sempre les il·lustracions amb el nom de Lluïsa (sic). També va col·laborar en molts actes de beneficència patrocinats per la revista.
Feminal va publicar nombrosos articles sobre els progressos artístics i les exposicions de Lluïsa. Després d'una dècada d'èxit va haver de tancar el 1917, quan Il·lustració Catalana va fer fallida.
Lluïsa va ser també una activa participant de les tertúlies literàries o musicals que es feien al saló de la casa de Sarrià de Carme Karr.

## Influència pictòrica en les seves il·lustracions
La influència de Mas i Fontdevila es fa palesa en algunes de les seves composicions pictòriques, sobretot en les il·lustracions.

## Treballs publicats en la revistaFeminal
En la revista Feminal il·lustra els següents treballs:
- La menuda, d'Isabel Serra (26 d'abril de 1908)
- Penediment, de Francesca Torrent (23 de febrer de 1908)
- Bellesguard, de Glòria Barca (26 d'abril de 1908)
- Llegenda germànica, de Roser de Lacosta (31 de maig de 1908)
- Per Corpus, de Carme Karr (28 de juliol de 1908)
- Retorn, d'Isabel Serra (30 d'agost de 1908)
- Tradició històrica, d'Anna de Valldaura (25 d'octubre de 1908)
- Una vida..., de Roser de Lacosta (31 de gener de 1909)
- Idil·li, de Clementina Meifrèn de Farsac (28 de febrer de 1909)
- El desencís de Na Floràlia, de mossèn Ramon Garriga i Boixader (28 de març de 1909)
- La dona d'En Barba Blava, de Yolanda (25 d'abril de 1909)
- Una muller, de Sara Llorenç de Serra (27 de juny de 1909)
- Le papillon et le bourdon, de Coloma Rosselló de Sans (26 de setmebre de 1909)
- Enaigament, de Víctor Català (31 d'octubre de 1909)
- Hosanna, de Coloma Rosselló de Sans (27 de març de 1910)
- Tristor, de Maria-Dolors Cortada (28 d'agost de 1910)
- Secretet rosa, de Víctor Català (30 d'octubre de 1910)
- La fi de la lloca, de Carme Karr (25 de desembre de 1910)
- Desil·lusió, de Mactra (29 de gener de 1911)
- De les memòries de l'avi, de Joana Romeu (26 de febrer de 1911)
- La clàssica bellesa, de C. P. S. (30 d'abril de 1911)
- Pataclé, de Violette Bouyer-Karr (24 de setembre de 1911)
- Comiat, de Maria-Dolores Cortada (29 d'octubre de 1911)
- Cor de mare, d'Antònia Bardolet d'Estabanell (28 de gener de 1912)
- De com En Pierrot esdevingué home de bé, de Violette Bouyer-Karr (25 de febrer de 1912)
- La forastera, de Maria-Dolores Cortada (31 de març de 1912)
- Pobre atlot, de Coloma Rosselló de Sans (26 de maig de 1912)
- A punta de sol, de Coloma Rosselló de Sans (28 de juliol de 1912)
- La mestra, de Josefa Casagemas de Llopis (27 d'octubre de 1912)
- El vell piano, de Carme Karr (24 de novembre de 1912)
- Capvespre, de Maria-Dolors Cortada (25 de gener de 1914)
- Nota d'estiu, de Carme Karr (30 d'agost de 1914)
- La mort fecunda, de Violette Bouyer-Karr (30 de maig de 1915)

### Galeria d'il·lustracions publicades a la revistaFeminal

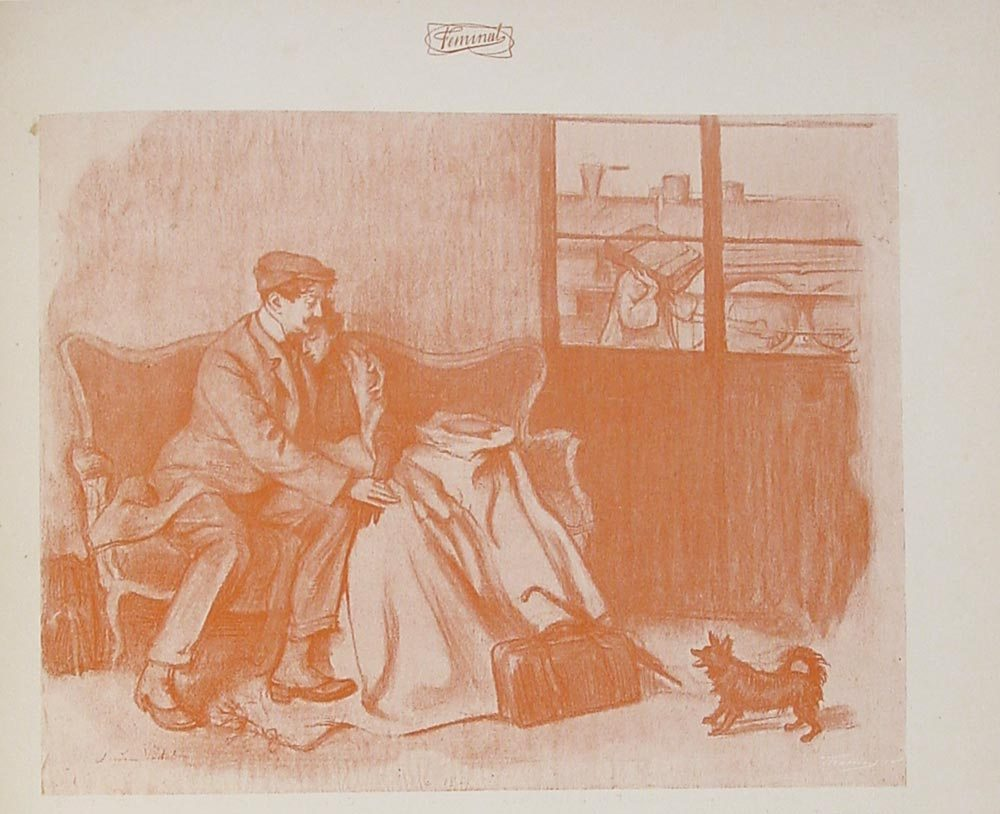
Núm. 4
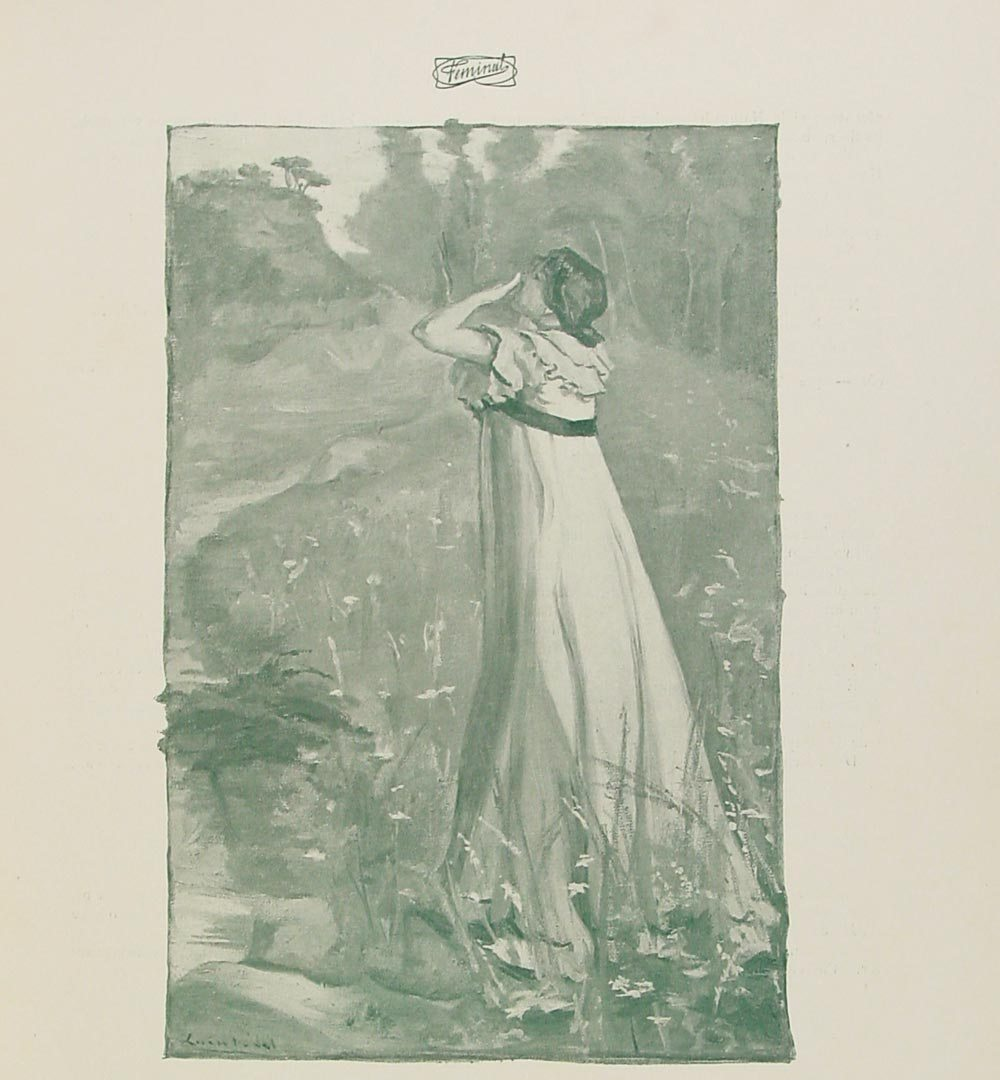
Núm. 7
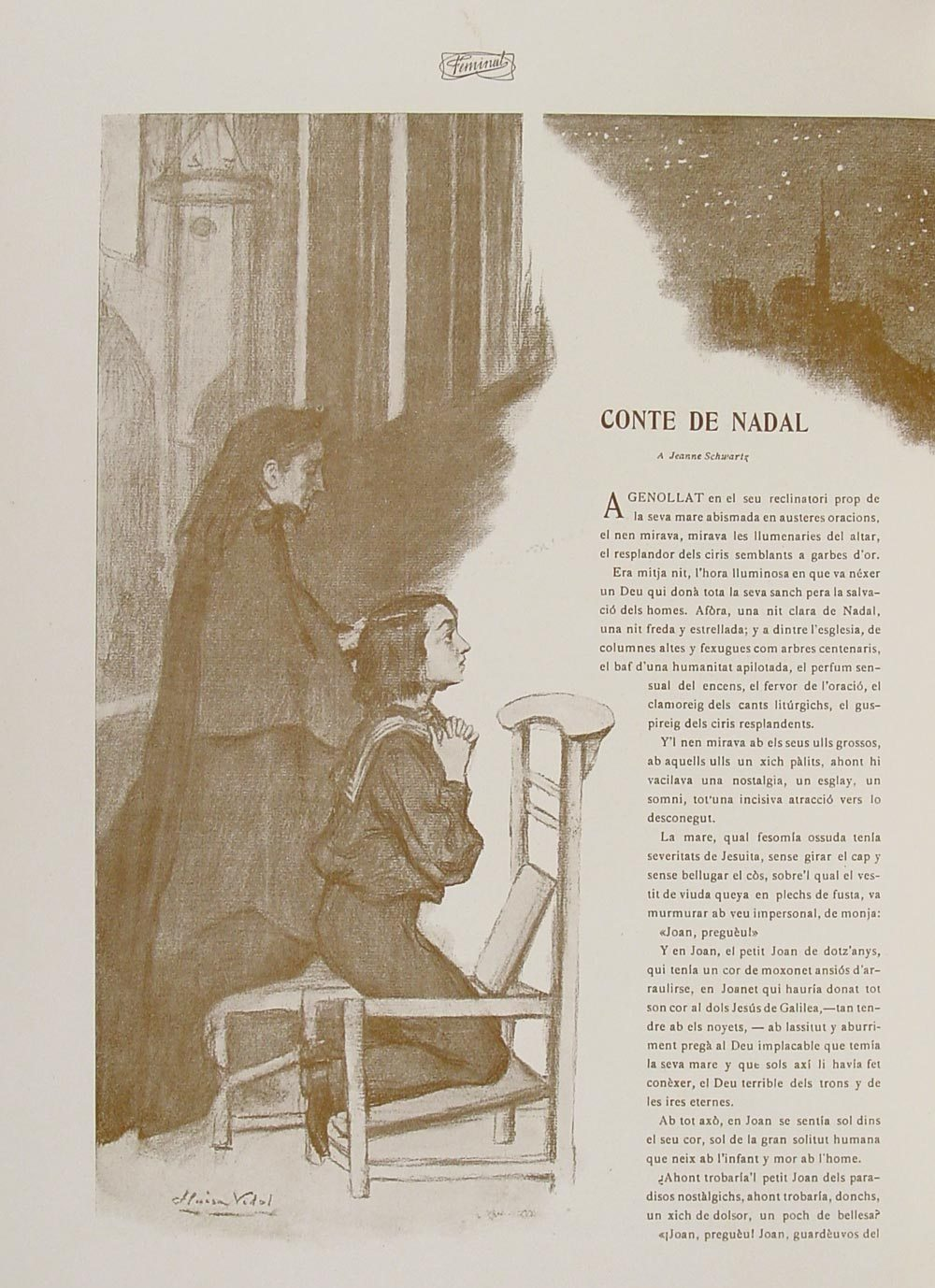
Núm. 9
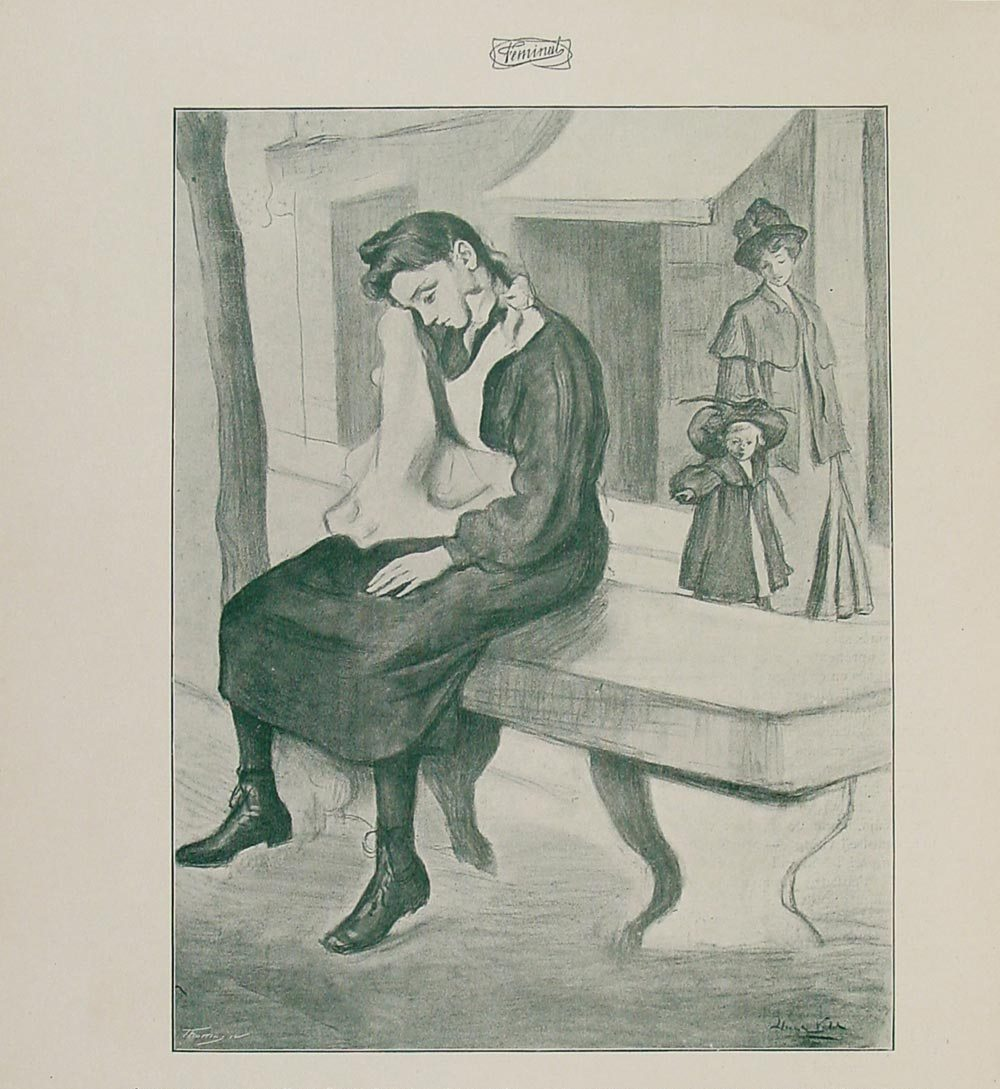
Núm. 10
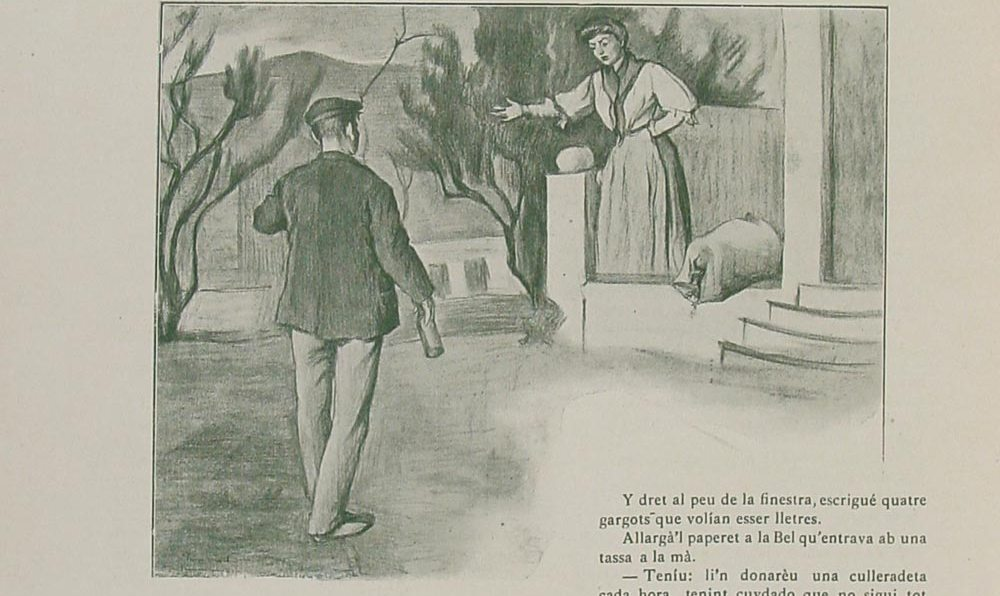
Núm. 11
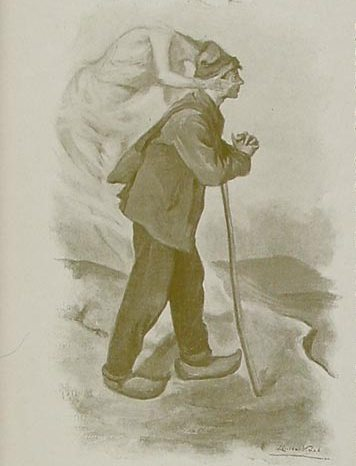
Núm. 13
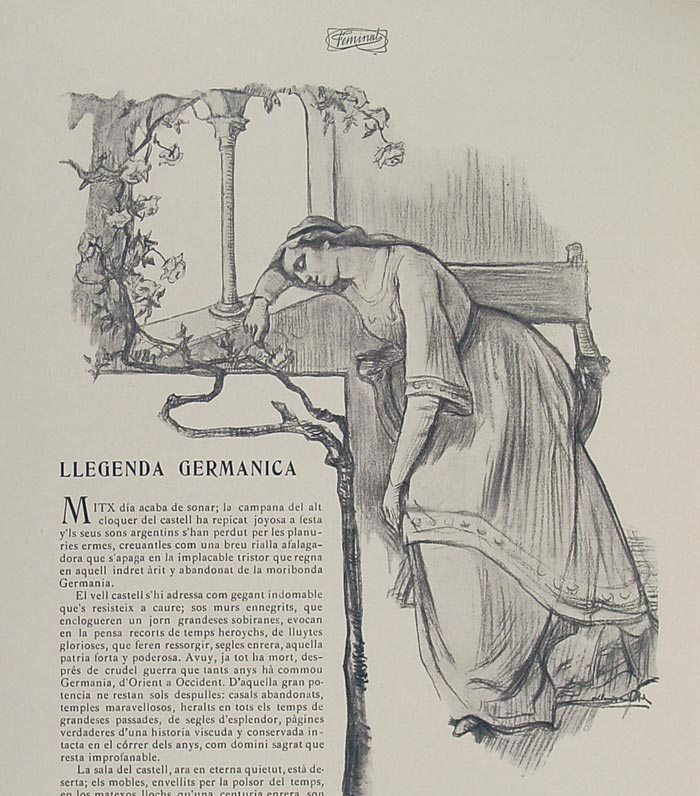
Núm. 14
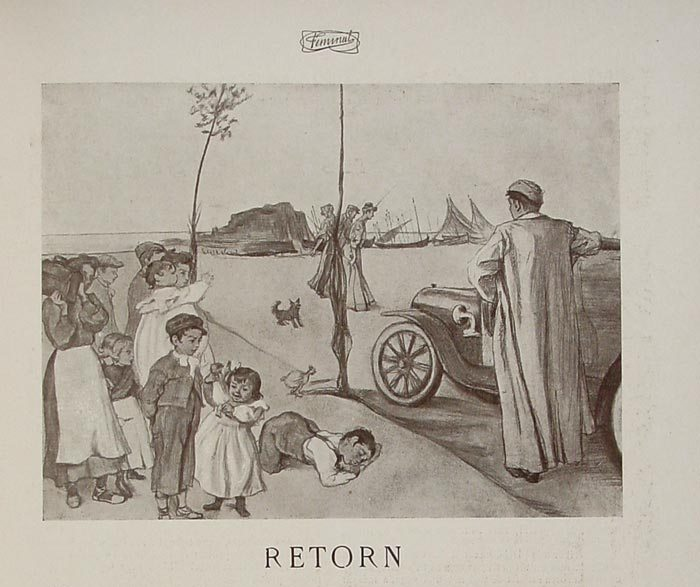
Núm. 17
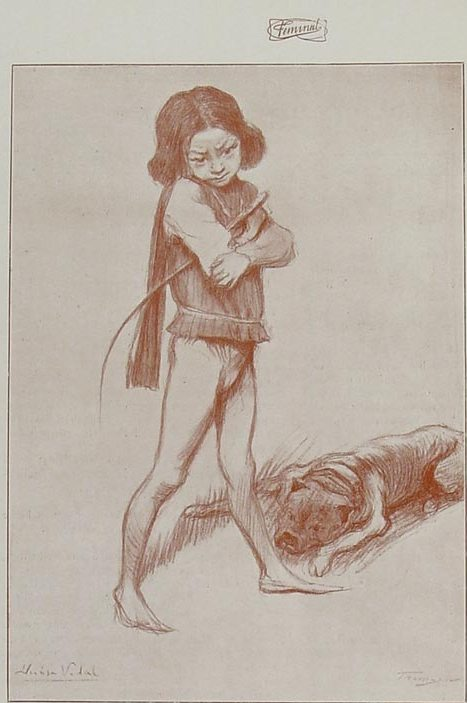
Núm. 19
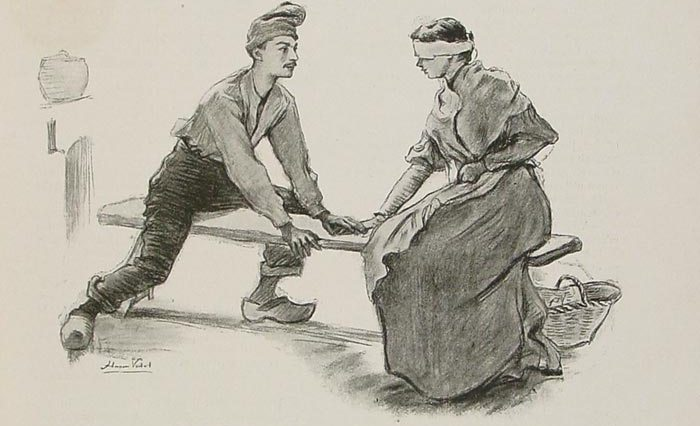
Núm. 23
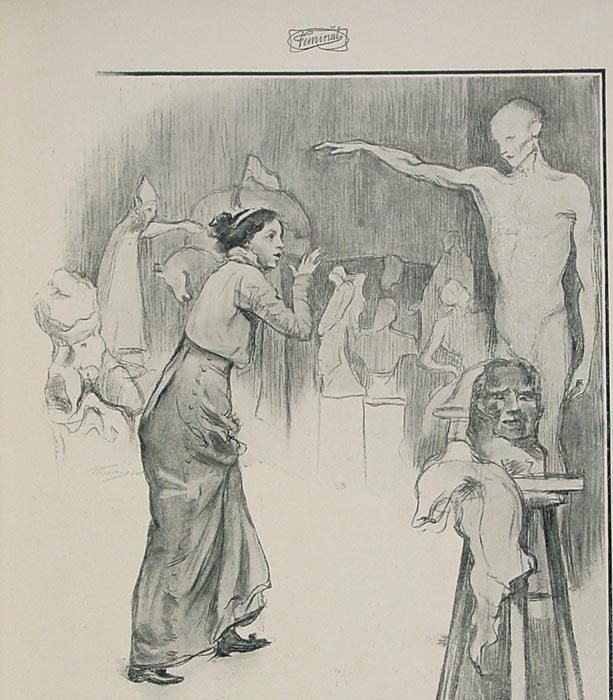
Núm. 25
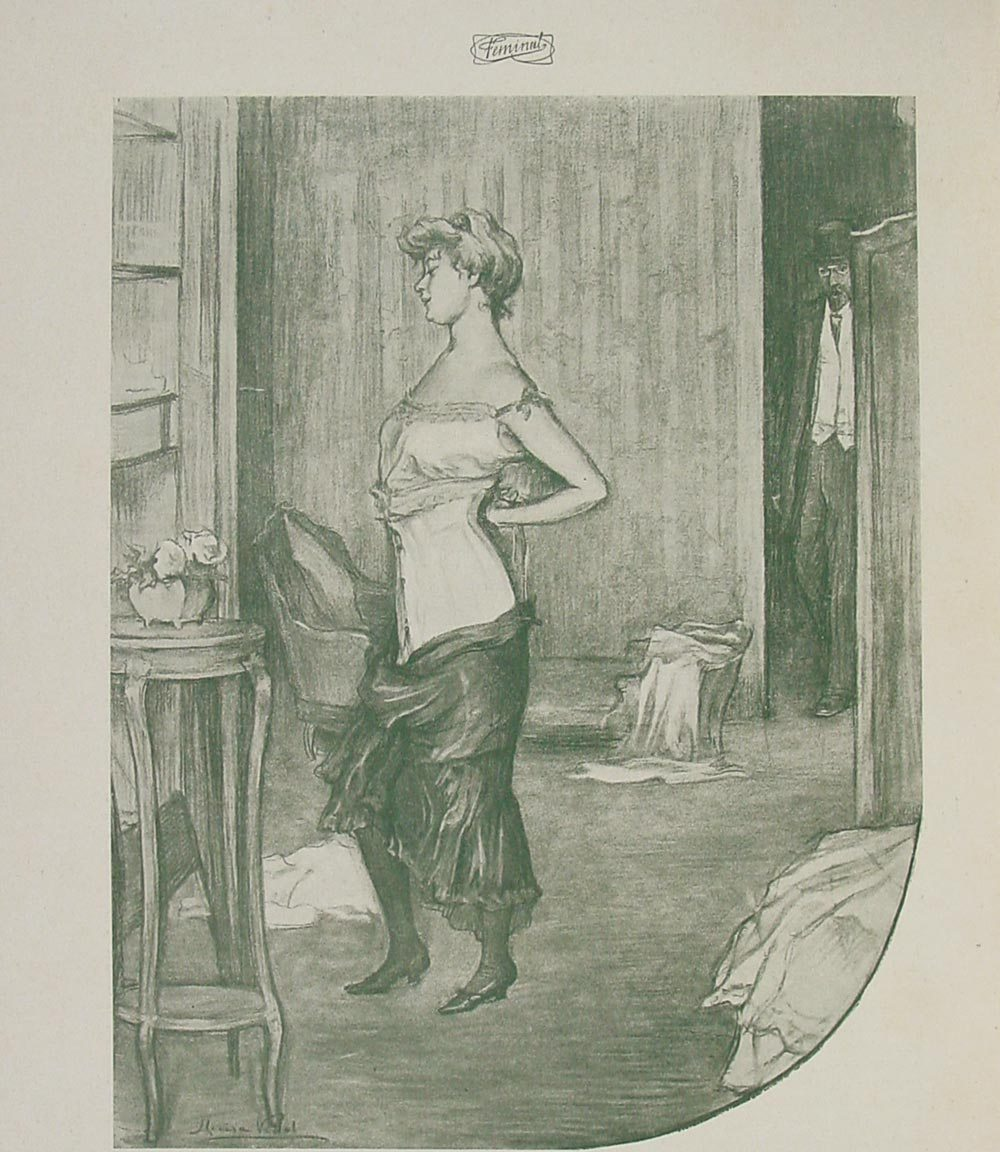
Núm. 43
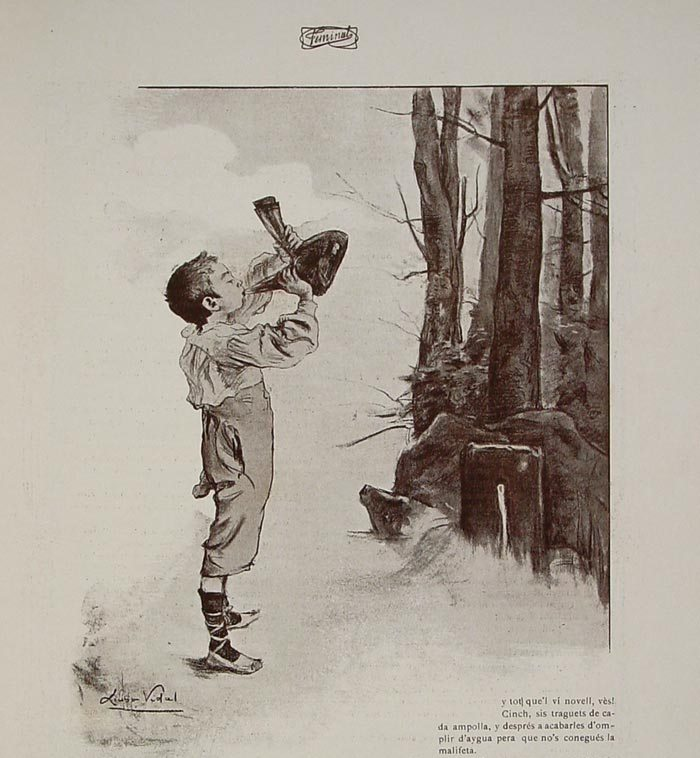
Núm. 47
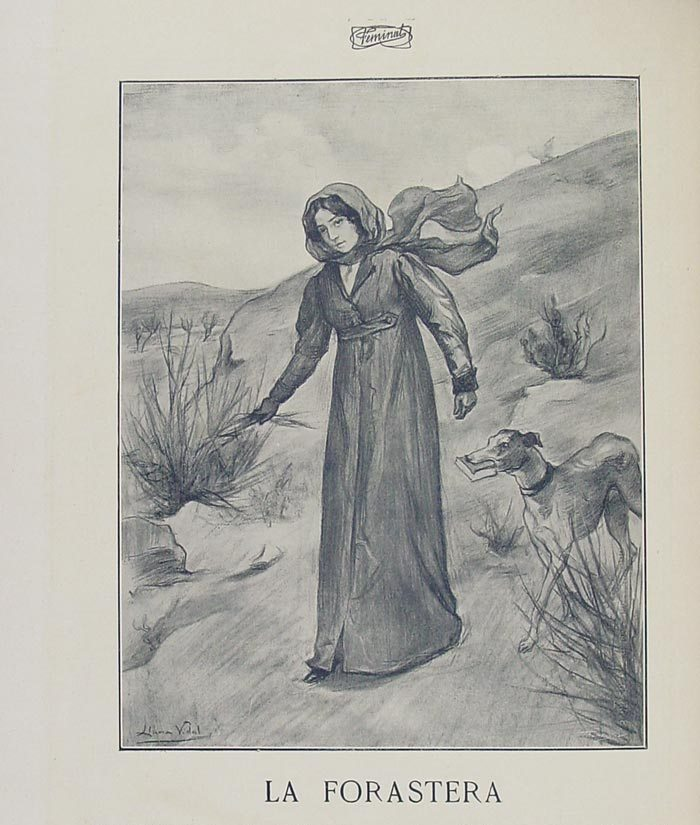
Núm. 60
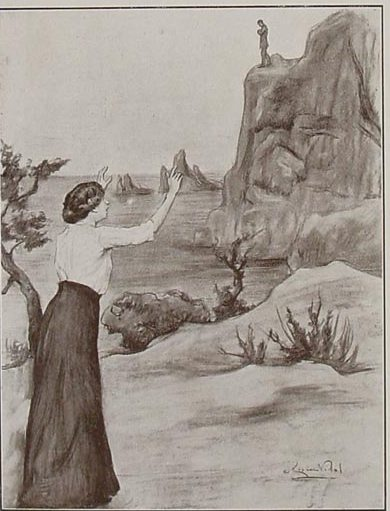
Núm. 64
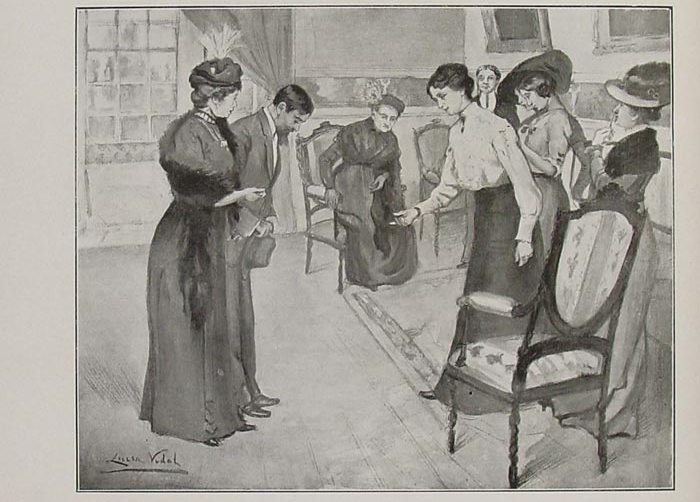
Núm. 67

## Altres treballs
Lluïsa va il·lustrar contes de les millors escriptores catalanes de l'època.
També va il·lustrar un llibre de Dolors Monserdà, Montserrat, en la seva edició castellana.